# Rouvres-en-Plaine
Pour les articles homonymes, voir Rouvres.
Rouvres-en-Plaine est une commune française située dans le département de la Côte-d'Or en région Bourgogne-Franche-Comté. Sa population est de 1 254 habitants au recensement de 2022. 

## Géographie

### Localisation
Rouvres-en-Plaine est situé dans la communauté de communes de la Plaine Dijonaise dans le département de la Côte-d'Or, en région Bourgogne-Franche-Comté.
Les communes limitrophes sont Marliens, Thorey-en-Plaine, Bretenière, Fauverney, Ouges, Varanges et Neuilly-Crimolois.

### Géologie et relief
Le village de Rouvres-en-Plaine est situé en plein cœur de la plaine Dijonnaise. Cette dernière, annexe de la vaste plaine de la Saône, est une plaine alluviale drainée par l’Ouche, un affluent de la Saône. Ce « pays d’Ouche » était autrefois appelé le pays d’Oscheret. Le relief de la commune est relativement plat : l’altitude varie d’un minimum de 200 m à un maximum de 216 m.

### Hydrographie
La commune de Rouvres-en-Plaine est parcourue par deux cours d'eau : l’Oucherotte (14,6 km) et son petit affluent, le ruisseau de la Fontaine aux Sœurs (4,2 km). L’Oucherotte arrosait auparavant le centre du village (ainsi que, par une dérivation, les douves de l’ancien château ducal). Cette partie du cours d’eau est aujourd’hui asséchée ; son lit en reste cependant visible.
Par ailleurs, du fait de l’exploitation de gravières à Rouvres, le territoire de la commune possède quelques étendues d’eau artificielles.

### Climat
Pour des articles plus généraux, voir Climat de la Bourgogne-Franche-Comté et Climat de la Côte-d'Or.
En 2010, le climat de la commune est de type climat des marges montargnardes, selon une étude du Centre national de la recherche scientifique s'appuyant sur une série de données couvrant la période 1971-2000. En 2020, Météo-France publie une typologie des climats de la France métropolitaine dans laquelle la commune est dans une zone de transition entre le climat océanique altéré et le climat océanique altéré et est dans la région climatique  Bourgogne, vallée de la Saône, caractérisée par un bon ensoleillement (1 900 h/an), un été chaud (18,5 °C), un air sec au printemps et en été et des vents faibles. 
Pour la période 1971-2000, la température annuelle moyenne est de 10,5 °C, avec une amplitude thermique annuelle de 17,4 °C. Le cumul annuel moyen de précipitations est de 807 mm, avec 11,3 jours de précipitations en janvier et 7,5 jours en juillet. Pour la période 1991-2020, la température moyenne annuelle observée sur la station météorologique de Météo-France la plus proche, « Dijon-Longvic », sur la commune d'Ouges à 6 km à vol d'oiseau, est de 11,4 °C et le cumul annuel moyen de précipitations est de 743,4 mm,. Pour l'avenir, les paramètres climatiques de la commune estimés pour 2050 selon différents scénarios d'émission de gaz à effet de serre sont consultables sur un site dédié publié par Météo-France en novembre 2022.

### Milieux naturels et biodiversité
Plaine céréalière sans relief ni obstacle majeur (peu d’écran d’arbres, de bosquets, ni même de bois), présence de retenues d’eau liées aux activités des gravières, Rouvres-en-Plaine est un site favorable à la nidification de plusieurs espèces d’oiseaux : buses variables, busards cendrés, cygnes sauvages, hérons cendrés, grandes aigrettes, etc. C’est aussi un site fréquenté par les oiseaux migrateurs : des grues cendrées ont déjà été aperçues. Au Moyen Âge, les cigognes avaient pour habitude de bâtir leur nid sur les cheminées de l’ancien château ducal, ce qui était source de bien des désagréments pour les occupants (risques d’incendies).
Par conséquent, le site de Rouvres est réputé parmi les amateurs qui y assurent des observations. On a ainsi pu ponctuellement y observer quelques espèces rares d’oiseaux : harelde, pygargue, leucoptère[précision nécessaire], fuligule nyroca, bécasseaux (sanderling et de Temminck).

## Urbanisme

### Typologie
Au 1er janvier 2024, Rouvres-en-Plaine est catégorisée bourg rural, selon la nouvelle grille communale de densité à 7 niveaux définie par l'Insee en 2022.
Elle est située hors unité urbaine. Par ailleurs la commune fait partie de l'aire d'attraction de Dijon, dont elle est une commune de la couronne,. Cette aire, qui regroupe 333 communes, est catégorisée dans les aires de 200 000 à moins de 700 000 habitants,.

### Occupation des sols
L'occupation des sols de la commune, telle qu'elle ressort de la base de données européenne d’occupation biophysique des sols Corine Land Cover (CLC), est marquée par l'importance des territoires agricoles (84,2 % en 2018), en diminution par rapport à 1990 (90,6 %). La répartition détaillée en 2018 est la suivante : 
terres arables (80,7 %), zones urbanisées (5,4 %), eaux continentales (4,5 %), mines, décharges et chantiers (4,1 %), zones agricoles hétérogènes (3,6 %), forêts (1,8 %). L'évolution de l’occupation des sols de la commune et de ses infrastructures peut être observée sur les différentes représentations cartographiques du territoire : la carte de Cassini (XVIIIe siècle), la carte d'état-major (1820-1866) et les cartes ou photos aériennes de l'IGN pour la période actuelle (1950 à aujourd'hui).

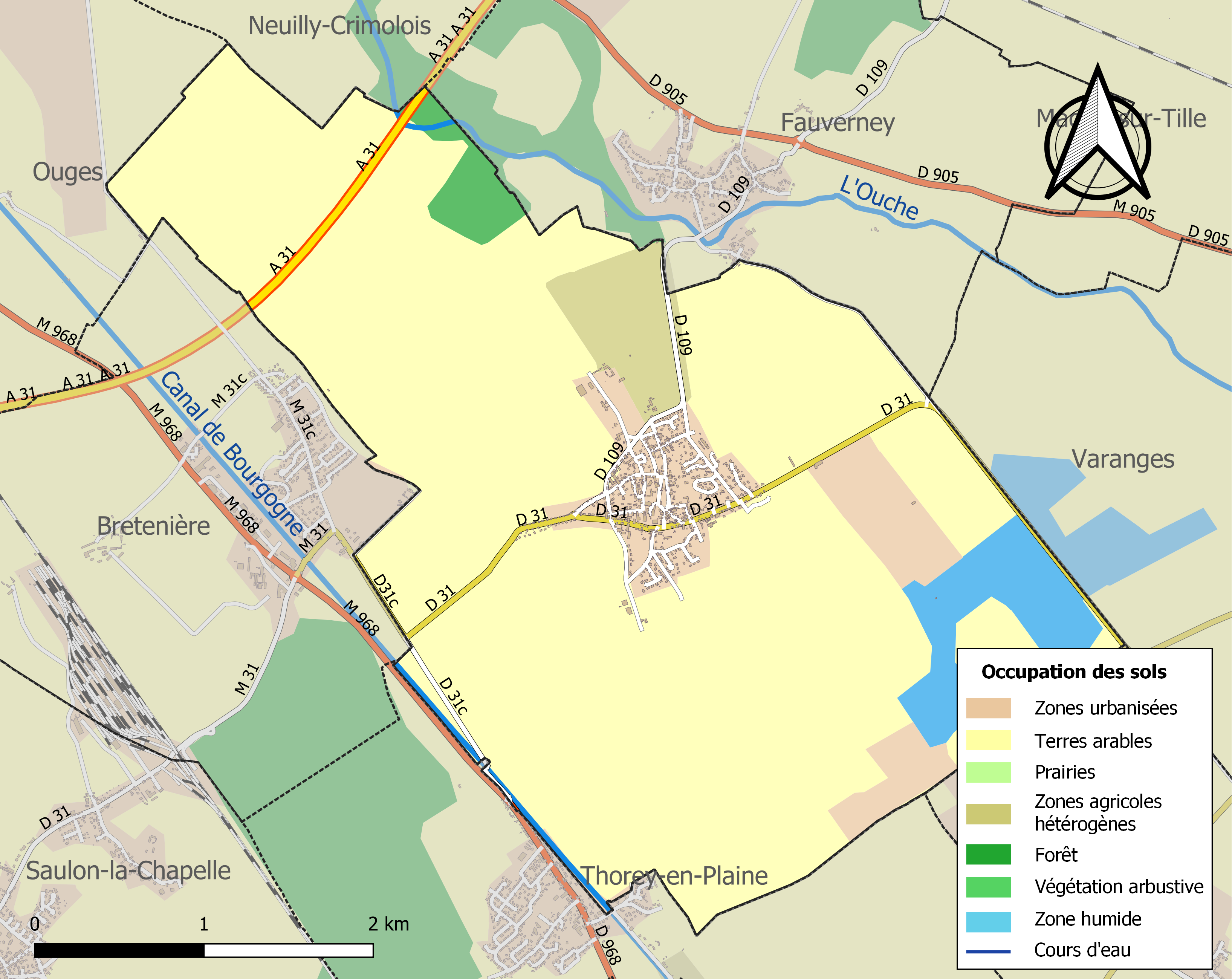
Carte des infrastructures et de l'occupation des sols de la commune en 2018 (CLC).

## Toponymie
Le nom de la localité est attesté sous les formes Rovra (902) ; Villa Roboris (1102-1143) ; Bruno de Ruvrio (1140) ; Roborea (1149) ; Ruwra (1178) ; Rovreium (1209) ; Rovereium (1209) ; Rovra juxta Divionem (1220) ; Rovera (1240) ; Rovre (1244) ; Rouvre (1268) ; Rovra Ducis (1270) ; Rouvres (1270) ; Rovres vers Dijon (1366) ; Rore (1578) ; Rouvre lès Dijon (1656) ; Rouvre (1783) ; Rouvres-en-Plaine (1873).

## Histoire

### Antiquité

#### Du temps des Gaulois
Au temps des Gaulois, Rouvres se situe au sud-est du Territoire des Lingons, aux confins de ceux des Éduens (au sud de la Forêt de Cîteaux) et des Séquanes (à l'est de la Saône). Le pays est alors le domaine de la forêt de chênes rouvres, ou rouvraie, à l’origine du nom du village.

#### Une première occupation gallo-romaine
Après la conquête, la paix romaine permet la croissance économique. Une voie romaine, d’axe nord-sud, passe à l’est, à proximité du territoire de Rouvres. Des villas (ou villae) sont construites dans des lieux favorables et fertiles. Une villa romaine est une grosse installation : c’est un centre de vie complet avec différents métiers associés. On repère ainsi à Rouvres au moins deux villas gallo-romaines du IIIe siècle : la villa de Saint-Phal, proche du village de Bretenière et, surtout, plus loin au nord-ouest de l’agglomération actuelle, une grande villa nettement identifiable avec les méthodes de l’archéologie aérienne,, avec son chemin d’accès et des traces du parcellaire antique. Un troisième site initialement identifié au sud de la commune correspond en fait à un habitat du Haut Moyen Âge. Tous ces vestiges ont été découverts par prospection aérienne, en 1962, grâce à[évasif] M. René Goguey. Des campagnes de fouilles (1966–1967) ont été menées sur la grande villa et ont donné lieu à publications,. Pour l’essentiel, ces villas relèvent du type méditerranéen, avec une cour intérieure à péristyle et une cour-exploitation et jardins.

### Moyen Âge

#### Les maisons-halles du haut Moyen Âge
Lors des invasions barbares, les Burgondes arrivent progressivement et s’installent sur des domaines agricoles dévastés ou abandonnés. L'historien Grégoire de Tours, passant par là au VIe siècle, écrit : « les terres y sont fertiles et fécondes avec une grande et opulente récolte ». Y a-t-il alors une véritable agglomération dans la plaine roburienne ? Une récente campagne de fouille archéologique préventive préalable à l’ouverture d’une gravière, effectuée par l’INRAP en 2004–2005, a identifié les traces d'un vaste habitat rural de type mérovingien (VIIe – VIIIe siècles). Aux lieux-dits « Les Gravières » et « Fin Saint-Jean », près du village voisin de Marliens, on a ainsi retrouvé les plans d'une vingtaine de bâtiments sur poteaux. Plus particulièrement, un grand corps de bâtiment (long de 20 mètres pour 11 mètres de large et d'une surface de 220 m2) est à rapprocher de la « maison-halle » destinée à abriter hommes et bétail. Surtout connue en Europe du Nord (Frise, Allemagne du Nord), ce type d'habitat se retrouve aussi dans les proches plaines alluviales de la Saône, du Doubs et de l'Ain. Organisé autour de deux « cellules centrales » séparées par un corridor et entourées d’une galerie, cette construction présente cinq lignes de poteaux en file (une ligne centrale de poteaux faîtiers délimitant deux nefs et deux bas-côtés correspondant à la galerie). Des vestiges d'enclos et de greniers ont également été découverts. Quelques objets ont été dégagés : céramiques avec des décors à la molette, fiches à bélière, fragments de peigne en os ainsi qu'un demi joug en bois. Au regard de l'ampleur des vestiges, il n'est pas exclu que l'occupation du site ne s'étale plus largement jusqu'au Xe ou XIe siècle,.

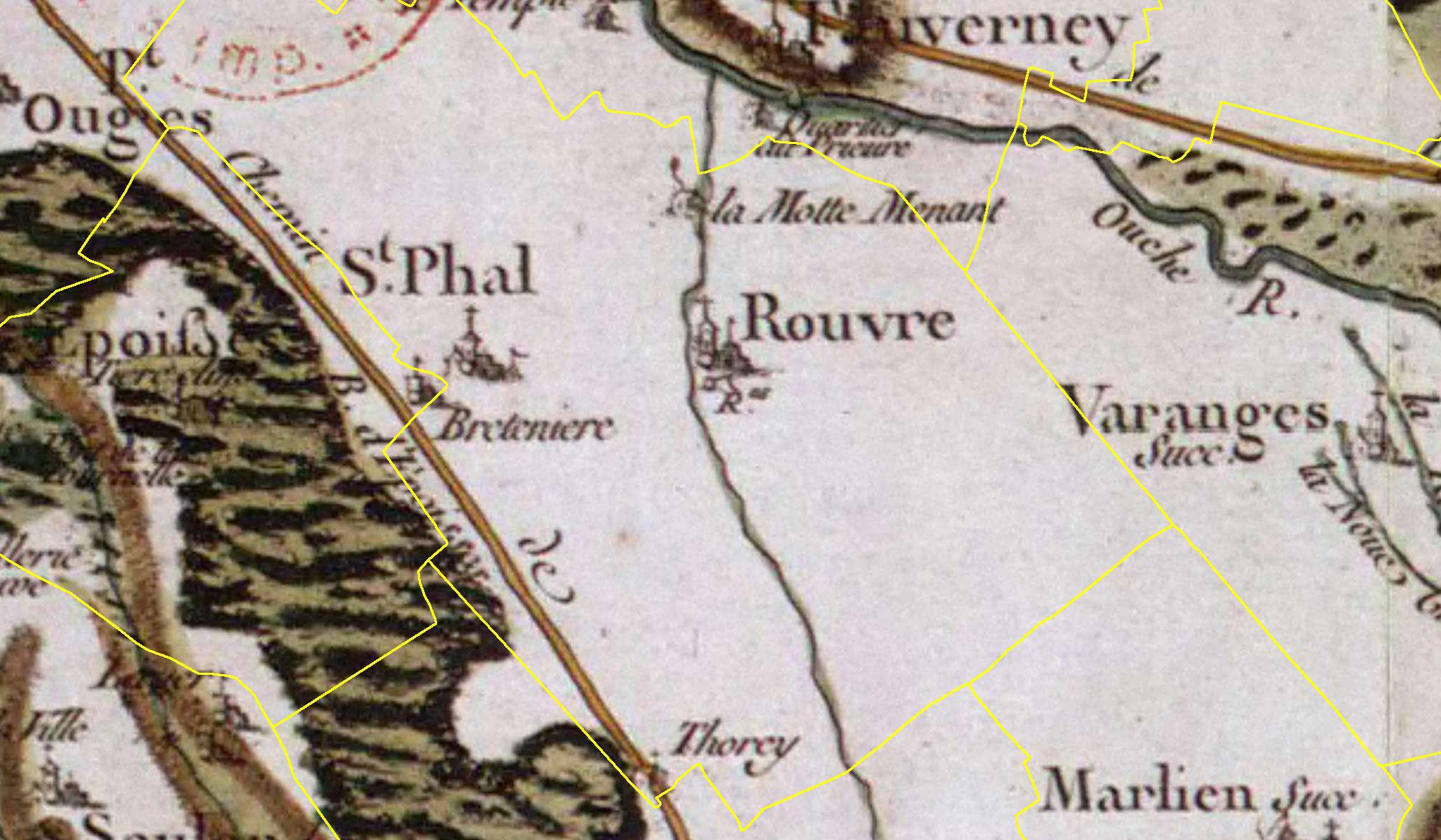
Rouvres sur la carte de Cassini.

#### Des mottes castrales au milieu des chênes rouvres
Au IXe siècle, à la fin de l'époque carolingienne, le pays dijonnais relève en partie de l'autorité des comtes d'Oscheret. Ce « pays d'Oscheret » (« pagus oscarensis », dans la plaine de l'Ouche), contient une subdivision (centana roringoram) qui est le territoire d'une rouvraie (Roriacum en latin), lieu des chênes. Rouvres est donc le pays du chêne rouvre, au pluriel, « robora ». Par suite de déformations, on trouvera plus tard les noms : Roboris (937), Rovra (1208), Rovre (?), Rouvre (1215). C'est alors que dans la région, se construisent les premières mottes féodales, des installations défensives rustiques réduites à une butte de terre surélevée entourée d'une grossière palissade de pieux et de fossés, en eau ou non, avec quelques hommes en position défensive ou de guet. Il existait ainsi au nord du village une « Motte Menant ». Jusqu'au XIIIe siècle, le territoire et ses occupants est partagé, acheté, échangé entre de nombreux propriétaires, spécialement des ordres religieux : Bonvaux, Saint-Seine, Époisses, Notre-Dame de Beaune. Les premiers ducs capétiens de Bourgogne finissent par acquérir la motte castrale de Rouvres. Ils sont en effet intéressés par le riche domaine agricole roburien, véritable « grenier à blé », à la fois proche de Dijon, la capitale, et de Cîteaux, la grande abbaye abritant des sépultures de la dynastie. Une forteresse se construit avec des murailles épaisses, de forme légèrement octogonale avec huit tours, une habitation centrale, et des dépendances à l'abri de murs.

#### Le village médiéval
À l'époque, dans le village non fortifié, il semble qu'il n'y ait pas eu de véritable église paroissiale, ou alors, celle-ci devait être très exiguë. Les habitants avaient ainsi pris l'habitude de se rendre aux offices de la chapelle castrale, ce qui indisposa les occupants du château, notamment pour des raisons de sécurité. En janvier 1232, durant sa régence, la duchesse Alix de Vergy décide de construire une église suffisante dans le village. Celui-ci est devenu très important avec 750 feux. La rivière Oucherotte, alors abondante, voit son cours naturel bien entretenu par les manants taillables et corvéables. Une partie en est détournée pour alimenter les fossés du château. Des banalités contraignent les villageois : four, moulins (à Rouvres, sur l'Oucherotte, puis à Fauverney en raison du plus fort débit de l'Ouche), banvin, garde des fenaisons,... Diverses taxes sont également dues au seigneur ducal.

#### La charte rurale, la matroce et les premières difficultés
En novembre 1215, la première charte rurale en France est octroyée aux habitants de Rouvres par le duc Eudes III. Elle sera confirmée en 1247 par Hugues IV puis en 1362 par Jean le Bon, roi de France. Les villageois ne furent plus « taillables et corvéables à merci » moyennant une redevance annuelle assez lourde mais supportable au début, quand les mesures étaient précisées : 1 000 setiers (environ 2 400 hl), moitié avoine, moitié froment. Cette redevance, appelée la matroce par les habitants car elle était souvent remise à la châtelaine, ou « maîtresse », en l'absence de l'époux souvent en déplacement, fut rapidement une source de conflits pour deux raisons. Tout d'abord, c'était un impôt de répartition distributive : ce qu'un redevable ne pouvait donner, un autre devait le donner. Ensuite, certains châtelains peu scrupuleux modifiaient les mesures de grains à leur avantage, et ceci, malgré les mesures étalons que le notaire ducal, Girard Bonotte, avait fixées en 1288. C'est que le statut de forteresse du château, ainsi que le statut de ville de foire (deux par an) et de marché (le jeudi), bien qu'offrant des avantages à la population, augmentaient surtout sa contribution à l'impôt ! Les habitants commencent alors à « fuir » le village où les charges deviennent progressivement insupportables. Bien souvent, les 1000 émines ne peuvent être livrées. Il faut demander des reports de dette ou des réductions de la redevance. Des différents surgissent et la peste noire fait des ravages. La population diminue : en 1308, 575 feux ; en 1431, 123 feux ; en 1469, 99 feux ; en 1666, 37 feux. En 1356, un Comtois, Thibaud de Faucogney, venu pour tenter d'enlever le jeune prince Philippe, héritier ducal, pille et brûle le village. À ces malheurs, s'ajoutent les exactions des routiers : on connait ainsi le cas de « frère Darre », un chef de bande écumant la région en 1365.

#### Une nouvelle dynastie ducale au château
Au milieu du XIVe siècle, la famille ducale s’installe à la campagne, dans son domaine de Rouvres, afin d’échapper aux conséquences néfastes des épidémies. Jeanne Ire d’Auvergne (dite aussi « de Boulogne »), reine de France, assure la régence ducale depuis 1349 pour son fils né d’un premier lit bourguignon. Elle meurt néanmoins de la maladie, à Vadans, en septembre 1360. L’année suivante, le 21 novembre 1361, son fils Philippe Ier de Bourgogne, ou « de Rouvres » car né à Rouvres en 1346, meurt prématurément lui aussi de la peste. Âgé de quinze ans, il n’a pas eu le temps de s’assurer une descendance. Avec lui, s’éteint « par les mâles » la branche aînée (ou « directe ») de la maison capétienne de Bourgogne. Le roi de France, Jean II le Bon, second mari de Jeanne, prend possession de la Bourgogne et en confie le gouvernement à son lieutenant général, le comte de Tancarville. En juin 1363, il remet en apanage la Bourgogne à son fils Philippe le Hardi qui devient le premier duc Valois en 1364. En 1369, Philippe II de Bourgogne (1364-1404) prend pour épouse Marguerite de Flandres, veuve de Philippe de Rouvres. Ils s’installent à Rouvres et font d’importants travaux au château : tour de guet (la Lanterne), fossés, hourds, pont-levis… Après 1414, le duc Jean sans Peur (1404–1419) fait encore renforcer l’édifice. En ces temps troublés de la guerre de Cent Ans, les écorcheurs sévissent alors dans la contrée. Ainsi, à partir de 1416, Marguerite de Bavière, épouse de Jean sans Peur, supervise la construction d’une grosse tour de défense, dite « tour Marguerite ». Sous les deux premiers ducs de la maison de Valois, les duchesses font en effet de longs et fréquents séjours au château. Leurs époux sont alors retenus à Paris par les affaires du Royaume : c’est l’époque de la lutte entre Armagnacs et Bourguignons. Le château, en ce début de XVe siècle, est « une bâtisse vénérable, un grand ensemble de bâtiments, mi-forteresse, mi-demeure de plaisance, entourés de fossés larges et profonds et d'une enceinte de hauts murs de pierre, renforcée par des tours ». Il s'y ajoute, au sud, de vastes jardins clos,. Avec Germolles et Argilly, c'est une des résidences préférées de la famille ducale dans la campagne bourguignonne. Rouvres constitue alors un important poste de dépenses du budget ducal.

#### La châtellenie de Rouvres

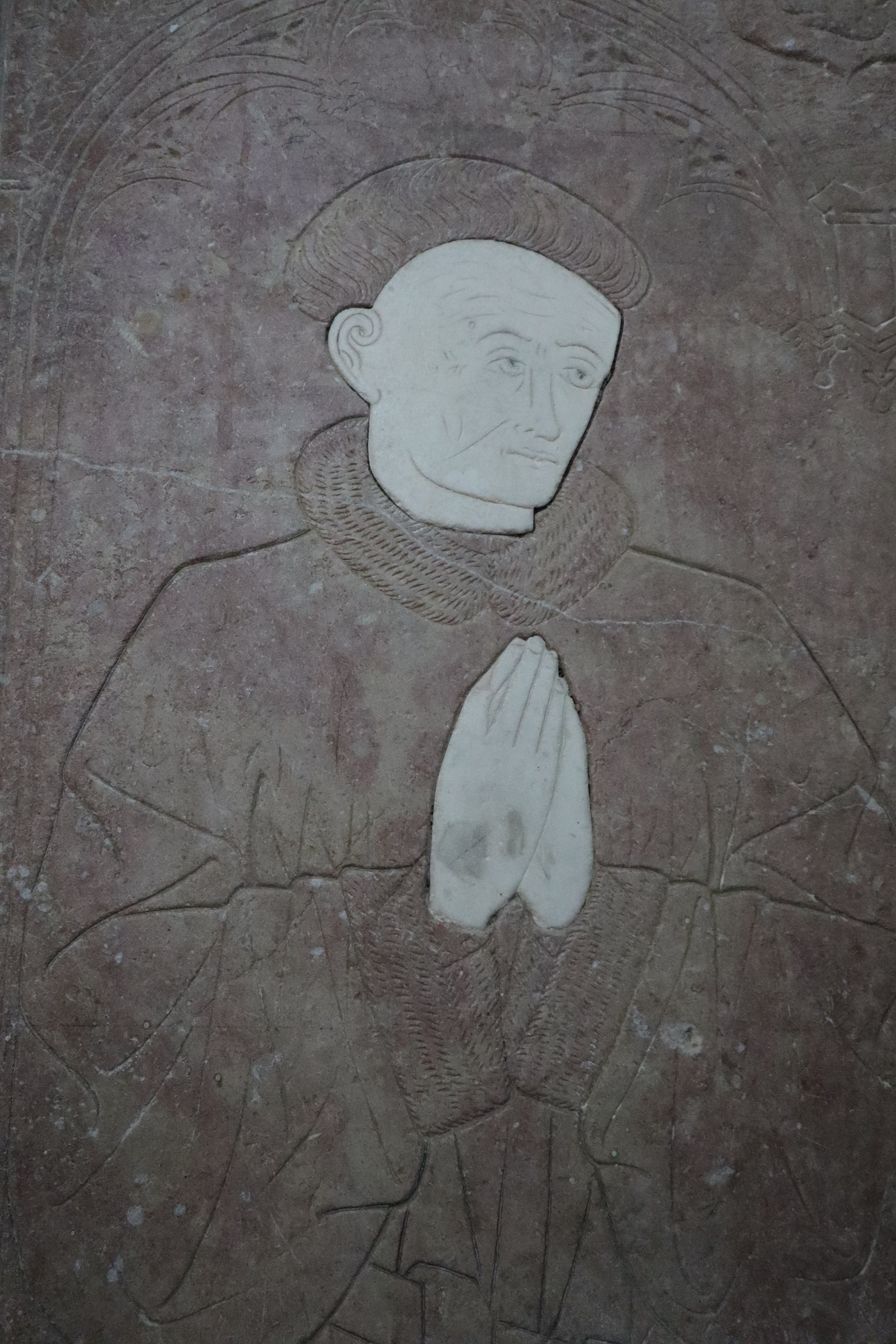
Monnot Machefoing.

Grâce aux travaux de Georges Frignet sur des archives comptables, la châtellenie de Rouvres est mieux connue. Une châtellenie est un ensemble de villages entourant un château. Elle est ici administrée au nom du duc par un officier qui en tient également les comptes : le châtelain. Celle de Rouvres s'étend ainsi sur les territoires de Fauverney, Saint Phal, Bretenière, Sathenay, Saulon-la-Chapelle, Thorey, Marliens, Pluvet, Pluvault, Soirans-Foufrans, Collonges-lès-Premières, Beire-le-Fort, Longeault, (cf. liste détaillée en section Administration)... Les limites de l'extension du domaine restent en fait assez « floues » et fluctuantes (selon les contributions respectives). Un terrier rappelle d'ailleurs les obligations liées aux terres. Quelques châtelains ont marqué leur temps, notamment Monnot Machefoing. Ils sont assistés d'autres officiers (clerc, sergent, portier, garde, forestier, jardinier, etc.). La prévôté assure l'ordre public. La gruerie s'occupe des eaux et forêts. Quatre pouvoirs judiciaires locaux coexistent en fonction des compétences propres : le prévôt, le châtelain, le gruyer, le maire assisté des échevins. Si ces derniers n'exercent en principe que la basse justice, on notera toutefois une exécution capitale au village en 1451. Les productions agricoles sont essentiellement celle des céréales (blé et avoine), notamment dans le cadre de la matroce, et celle du foin (chevaux de la cour).

#### Le déclin à la fin du Moyen Âge
Sous Philippe le Bon, ou Philippe III de Bourgogne (1419-1467), l'intérêt de Rouvres faiblit,. Seuls un petit nombre de parents du duc, dont ses neveux les princes de Nevers, Charles et Jean, héritiers potentiels du duché, y vivent quelque temps. Une nuit de septembre 1447, on signale dans certains écrits une pluie d'aérolithes dans la plaine qui a marqué les populations locales impressionnées par ce mauvais présage. Charles le Téméraire (1467-1477) ne passe lui-même, de toute sa vie, qu'une journée à Rouvres la veille de son entrée solennelle à Dijon. Sous son principat, le château servit de prison à la duchesse de Savoie, Yolande de France, sœur du roi de France Louis XI, son ennemi. Elle sera libérée sans trop de difficultés en 1476 par un petit corps expéditionnaire français de 200 « lances » commandé par Chaumont d'Amboise. En 1477, après la mort du dernier duc Valois, le duché de Bourgogne est rattaché à la Couronne de France. Louis XI remet le château et les terres à différents personnages ; le plus connu étant Jacques Coitier, son médecin, en juin 1482. Rouvres perd alors de son importance : les attachés au service du château quittent progressivement le village, la forteresse se dégrade. Par ailleurs, en 1485, un incendie ravage la charpente de l'église paroissiale. La nef s'effondre et est reconstruite difficilement car les finances manquent.

### Temps modernes

#### La guerre de Trente Ans à Rouvres
Au début des Temps modernes, l'abandon progressif de la châtellenie a pour conséquence une certaine négligence dans l'entretien des digues canalisant l'Ouche et l'Oucherotte. En 1594, ces dernières sont emportées et la plaine inondée. Les dégâts se renouvellent en 1612 ainsi qu'entre 1628 et 1630, puis encore en 1643. Au XVIIe siècle, les terres sont progressivement achetées par de grosses fortunes dijonnaises qui trouvent un accord avec le nouveau seigneur en 1635. La communauté est alors en partie déchargée de la dette liée à la matroce. Pourtant, les ennuis ne sont pas terminés ! Pendant la guerre de Trente Ans qui oppose le royaume de France à la maison de Habsbourg, le général Gallas (1584-1647), envahisseur de la Bourgogne au profit du duc de Lorraine, se dirige fin octobre 1636 vers Saint-Jean-de-Losne pour y mettre le siège. Secondé par le général Mercy, il est à la tête d'un corps de 10000 hommes. Il s'arrête à Rouvres et loge dans la maison de Monsieur de la Tournelle qu'il avait fréquenté au manège de Strasbourg. Alors qu'un contingent français, dirigé par le Prince de Condé, s'avance par Fauverney, Gallas décide la retraite. Il ordonne à Mercy l'incendie du village (excepté la maison de la Tournelle) et du château. L'église est également endommagée : chœur abattu, clocher brûlé, cloches fondues et nef découverte. Une source historique précise même que le château aurait été en grande partie détruit à coups de canons. Trente années plus tard, en 1666, un terrible incendie détruit à nouveau le village. Pourtant, l'enquête de l'intendant Bouchu montre qu'une partie du château subsiste encore après cette date, dans un village réduit à 37 feux bien pauvres.

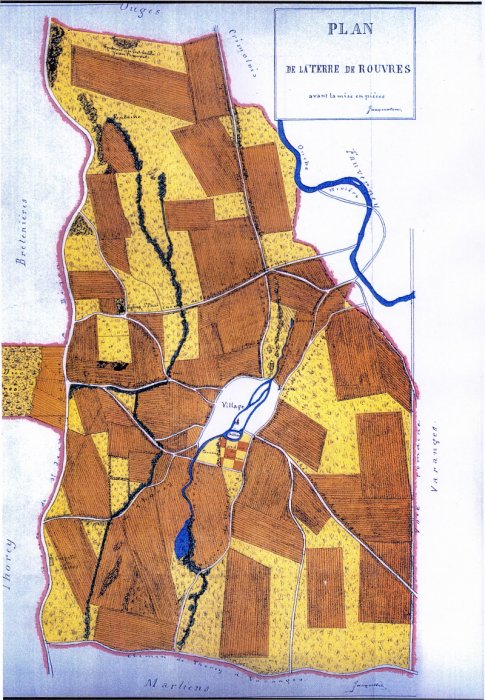
Rouvres à la fin du XVIIe siècle.

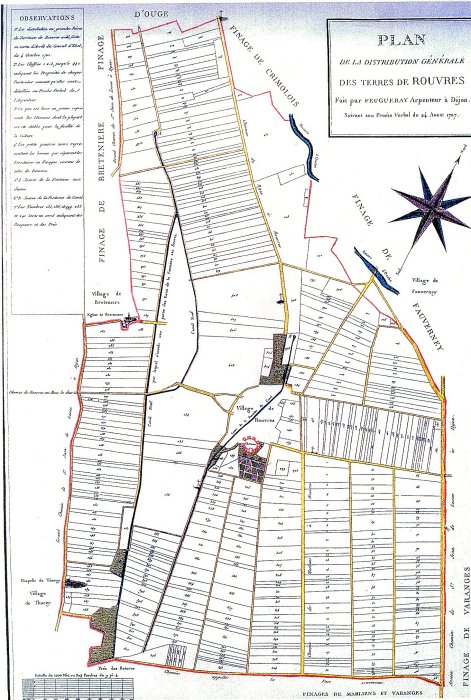
Rouvres après le remembrement (1707).

#### Le premier remembrement rural
Le premier remembrement rural français moderne a lieu à Rouvres-en-Plaine en 1707. Il s'agit d'une opération collective qui consiste à faire un regroupement de parcelles pour mettre fin au morcellement excessif de la propriété rurale. Le premier remembrement de Rouvres avait deux utilités. D'une part, il s'agissait d'augmenter la production agricole en regroupant les diverses parcelles d'un propriétaire en une seule parcelle ayant la même surface. On passa ainsi de près de 4000 parcelles sur 1900 hectares à seulement 442 parcelles après l'opération. D'autre part, il fallait constituer un fonds de terre en remplacement de la matroce qui ne pouvait plus être versée. En effet, les guerres, la peste et les départs ont diminué la population roburienne : la charge de la matroce est devenue insupportable. Les rois successifs (François Ier, Charles IX, Henri III…) ont accepté de la reporter mais la dette finit par être énorme, impossible à régler à la fin du XVIIe siècle. En 1697, les habitants ont envoyé une supplique au roi Louis XIV. Ce dernier décide de transformer la redevance en fonds de terre prélevés sur la communauté et remis aux bénéficiaires de cette matroce. L'Intendant de Bourgogne, François-Antoine Ferrand (1657-1731), admirateur des premiers philosophes économistes de l'époque, organise ce premier remembrement de terres agricoles. Fin 1703, un géomètre a pour mission d'arpenter le finage de Rouvres. Commencé en 1704, le remembrement est achevé en 1707. Il établit également des chemins larges de 6 m pour desservir les terres. Pendant cette période, des travaux ont aussi été réalisés pour drainer les terres (chemins, fossés d'assainissement, digues, modification du cours de l'Oucherotte).

#### La disparition du château ducal
Au début du XVIIIe siècle, un nouveau château voit le jour à Rouvres. Bien plus modeste que l'édifice des ducs, cette construction a été entreprise par le conseiller Guenichot de Nogent sur des terres achetées en 1704. Situé au nord du village, donc à l'opposé de l'ancienne bâtisse, il repose sur un vaste parc orné de statues. Quant au château ducal, les deux tours ayant résisté aux destructions de Gallas sont démolies en 1735 pour construire la grange de dîme. La seigneurie, un temps passée aux gouverneurs de Bourgogne, l'amiral Chabot, le duc de Guise puis les princes de Condé, retourne finalement au roi de France en 1767. À la fin du XVIIIe siècle, on aperçoit encore des restes du château : un puits, des vestiges de la chapelle, la base de la tour Marguerite,. En certains endroits, les vestiges de murs atteignent trois mètres de hauteur. En cas d'inondations dans la plaine (Ouche et Oucherotte), le site est parfois utilisé comme refuge par les habitants et leurs troupeaux. Lors de la suppression du prieuré voisin d'Époisses, Rouvres reçoit, en 1771, certains éléments liturgiques dont une célèbre croix-reliquaire du XIIIe siècle. En 1782, l'office de capitaine-châtelain est supprimé. La Régie des Domaines du Roi concède en 1785 le terrain à des particuliers pour le lotir (constructions, jardins,...). Les ruines imposantes du château sont alors utilisées comme carrière de pierre et les fossés comblés. Le château ducal a définitivement disparu.

### Époque contemporaine

#### Rouvres en révolution
À la Révolution, en 1793, Rouvres devient chef-lieu d'un éphémère canton d'une douzaine de communes avec un président, Robin, et douze assesseurs. Ce canton reprendra en partie les limites de l'ancienne châtellenie abolie seulement onze ans plus tôt (1782). Le gouvernement nomme un syndic : Courtier. Le canton roburien sera supprimé sous le Consulat en 1801 : Rouvres dépendra du canton de Genlis, ville alors en plein développement. Des réquisitions pour l'armée de la République sont effectuées : grains, foins... L'abbé Pierre Proteau prête le serment constitutionnel. L'abbé Garnier, du village voisin de Fauverney, abandonne les ordres, se marie avec une sœur de Genlis et devient juge de paix à Rouvres. Un révolutionnaire convaincu, le citoyen Bartet, institue le culte de la Raison et de l'Être suprême demandé par Robespierre. L'église devient Temple décadaire avec cérémonie chaque décadi. La présence y est obligatoire sous peine d'amende. Pour commencer la cérémonie, les enfants des écoles chantent la Marseillaise. Ils finissent par l'invocation à l'Être suprême. La croix gothique du cimetière est abattue : il n'en restera que le socle.

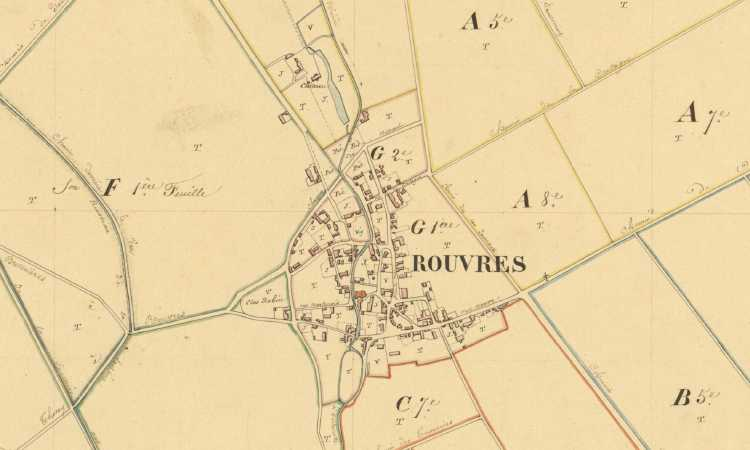
Rouvres sur le cadastre de 1843.

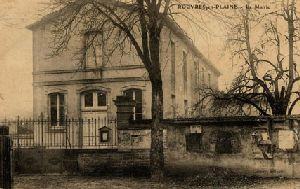
La mairie en 1869.

#### LeXIXesiècle
Au retour de Louis XVIII en France, un maire est nommé à Rouvres. C’est un ancien émigré, Jean-Jacques Guenichot de Nogent, déjà maire à la fin de l’Empire. Il fait planter un orme sur la place du châtel qui s’appellera « place Bourbon » pour célébrer le retour des Bourbons sur le trône. Il avait prêté serment de fidélité à l’Empereur, puis à Louis XVIII. À l'avènement de Louis-Philippe, le nouveau maire, Robert Proteau, fait arracher l’orme Bourbon qui est remplacé par un peuplier. La place devient place de la Réunion. Le canal de Bourgogne, achevé partiellement en 1808, est définitivement ouvert en 1832 : il borde la limite ouest de la commune. Un maire suivant, Julien Fichot, prête successivement, et avec la même conviction, le serment de fidélité au roi, à la République, puis à l’Empire. Il fait construire la maison dite Les Tourelles. Une école est aussi construite en 1834 pour les garçons. Par ordonnance en date du 5 septembre 1847, la petite partie du territoire de Rouvres situé de l’autre côté du canal est rattachée à Thorey-en-Plaine. En 1869, une mairie est bâtie dans le prolongement de l’école. Puis, le terrain contigu à l’école-mairie est acheté pour faire le jardin de l’instituteur (1873). Ce terrain sera aménagé en place publique en 1920 afin d’y édifier le monument aux morts.

#### LeXXesiècle
Durant la période de l'Occupation (1940-1944), une batterie de la Flak, la DCA allemande, est installée sur le territoire de la commune de Rouvres afin de participer au système de défense de la base aérienne militaire voisine de Longvic. Le 23 avril 1944, vers 17 heures, trois avions américains P-51 Mustang du 122th FS effectuent un straffing (raid) sur la base. Chasseurs très rapides, ils abattent en vol quatre Heinkel He 111 du IV/KG55 allemand, l'un tombera au bord de l'Ouche à Fauverney, un à 500 mètres au sud du village de Rouvres en Plaine, un au lieu-dit « Le Layer » à Saulon-la-Chapelle et le dernier, sur la base même. Quelques mois plus tard, en septembre 1944, le maquis Bonaparte s'installe au château moderne de Rouvres. Après ratissage de la région, il capture quelques soldats allemands cachés en forêt de Cîteaux.
À la fin du XXe siècle, Rouvres-en-Plaine connaît, à l'instar des communes environnant Dijon, une forte croissance démographique liée au phénomène de rurbanisation. Des lotissements pavillonnaires sont créés et le prix du foncier augmente. Un lotissement, les « Jardins du Roy », occupe même l'emplacement des anciens jardins du château médiéval. De même, les migrations pendulaires d'habitants travaillant en ville sont importantes. L'économie locale traditionnelle change : l'élevage ovin a disparu, les terres agricoles sont essentiellement consacrées aux céréales et aux betteraves sucrières destinées à la sucrerie d'Aiserey. Des gravières sont également exploitées sur le territoire de la commune. Avec ces évolutions, de nouveaux défis se présentent au village, notamment ceux liés à la hausse du trafic automobile traversant son territoire.

#### Le tricentenaire du premier remembrement (2007)
La célébration du 300e anniversaire de cet événement a été organisée les samedi 30 juin et dimanche 1er juillet 2007. Ces fêtes du Tricentenaire du remembrement de 1707 ont été organisées à l’initiative de la mairie de Rouvres-en-Plaine avec les associations du village. Le Comité roburien des fêtes du remembrement a été créé pour simplifier la gestion de la manifestation. L’ensemble de la population roburienne s’est mobilisé pour le succès de cette célébration (voir le film de la manifestation).

## Politique et administration

### Découpage territorial
La commune se trouve dans l'arrondissement de Dijon du département de la Côte-d'Or.

#### Commune et intercommunalités
La commune est membre de la communauté de communes de la Plaine Dijonnaise.

#### Circonscriptions administratives
La commune est rattachée au canton de Genlis.

#### Circonscriptions électorales
Pour l'élection des députés, la commune fait partie de la troisième circonscription de la Côte-d'Or.

### Élections municipales et communautaires

#### Liste des maires
Rappel historique sur le canton de Rouvres :
En 1793, en pleine Révolution, un éphémère canton de Rouvres groupant une douzaine de communes reprendra en partie les limites de l'ancienne châtellenie abolie onze ans plus tôt (1782). Il sera supprimé sous le Consulat en 1801. Le village de Rouvres-en-Plaine est alors intégré au canton de Genlis, ville en plein développement au début du XIXe siècle.
| Période                                  | Période  | Identité                         | Étiquette | Qualité                                         |
| ---------------------------------------- | -------- | -------------------------------- | --------- | ----------------------------------------------- |
| -                                        | -        | -                                | -         | -                                               |
| -                                        | -        | Jean-Jacques Guenichot de Nogent | -         | -                                               |
| -                                        | -        | Robert Proteau                   | -         | -                                               |
| -                                        | -        | G. Champy de Boizerand           | -         | baron                                           |
| -                                        | -        | Julien Fichot                    | -         | -                                               |
| -                                        | -        | -                                | -         | -                                               |
| -                                        | -        | M. Henri Hutteau                 | -         | -                                               |
| -                                        | -        | M. Albert Pernot                 | -         | -                                               |
| 1989                                     | 1995     | M. Michel Sauvageot              | -         | -                                               |
| 1995                                     | 2001     | M. Etienne Franet                | -         | -                                               |
| 2001                                     | 2008     | M. Michel Hoyet                  | -         | -                                               |
| 2008                                     | en cours | M. Hubert Sauvain                | LR        | Retraité Président de la Communauté de Communes |
| Les données manquantes sont à compléter. |          |                                  |           |                                                 |

### Administration sous l'Ancien Régime
Située dans le bailliage de Dijon, Rouvres-en-Plaine a été le siège d'une châtellenie du Moyen Âge jusqu'à la fin du XVIIIe siècle (1782).
Les seigneurs de ce domaine ont d'abord été des ordres religieux (Bonvaux, Saint-Seine, Époisses, Notre-Dame de Beaune). Puis, il est passé sous la domination des ducs de Bourgogne avant d'échoir à Jacques Coitier, médecin de Louis XI (mai 1482), après la réintégration au royaume (1477). Passée sous la domination des gouverneurs de Bourgogne (l'amiral Chabot, le duc de Guise puis les princes de Condé), la châtellenie revient finalement aux rois de France (Louis XV de 1767 à 1774 puis Louis XVI de 1774 à 1782, année de son abolition). Voir section Histoire.
L’emprise de cette châtellenie s’est étendue sur plusieurs villages retrayants.
Sous l'Ancien Régime, l'administration de cette seigneurie, y compris militaire et judiciaire, est répartie selon une certaine hiérarchie entre plusieurs officiers :
Le châtelainLe châtelain est un officier chargé d'administrer le domaine de la châtellenie. Il en assure aussi la comptabilité. C'est le représentant local du seigneur.
Le capitaineLe capitaine assure l'organisation de la défense militaire du château ainsi que de la châtellenie. Sa présence n'est pas permanente dans la durée ; elle est souvent effective lors des périodes troublées (début XIVe siècle par exemple). Parfois, le châtelain peut aussi avoir la charge de capitaine. (Cf. Liste des châtelains)
Le prévôtLe prévôt assure l'ordre public (la police) dans son domaine, la prévôté, correspondant approximativement à la châtellenie. Il ne l'assure cependant pas dans le village même de Rouvres ; c'est alors le rôle du maire secondé par ses échevins. Une prison existait à Pluvault. Le prévôt participe à la collecte de certains revenus, notamment les amendes. Le châtelain peut parfois exercer cette charge (sous Jean sans Peur notamment). En Bourgogne, on a d'ailleurs souvent confondu les termes de « châtelain » et de « prévôt ».
Le gruyerLe gruyer est chargé de l'administration (la gruerie) des eaux (étangs de Sathenay, de Longeault) et forêts (plusieurs Bois-le-Duc, Chassagne, Boulouse, Soirans, Sathenay…). Le châtelain peut aussi avoir cette charge, ou en être « lieutenant ».
Le maireLe maire (assisté d'échevins) a été institué par la charte d'Eudes (1215). Assisté au début par deux sergents, administre le village de Rouvres et peut infliger quelques amendes. Ce n'est qu'à partir de 1700 que ce maire sera élu.

## Population et société

### Démographie
Les habitants de Rouvres-en-Plaine se nomment les Roburiens et les Roburiennes.

#### Évolution démographique
L'évolution du nombre d'habitants est connue à travers les recensements de la population effectués dans la commune depuis 1793. Pour les communes de moins de 10 000 habitants, une enquête de recensement portant sur toute la population est réalisée tous les cinq ans, les populations de référence des années intermédiaires étant quant à elles estimées par interpolation ou extrapolation. Pour la commune, le premier recensement exhaustif entrant dans le cadre du nouveau dispositif a été réalisé en 2007.

En 2022, la commune comptait 1 254 habitants, en évolution de +13,07 % par rapport à 2016 (Côte-d'Or : +0,82 %, France hors Mayotte : +2,11 %).
| 1793 | 1800 | 1806 | 1821 | 1836 | 1841 | 1846 | 1851 | 1856 |
| ---- | ---- | ---- | ---- | ---- | ---- | ---- | ---- | ---- |
| 420  | 413  | 636  | 575  | 546  | 566  | 600  | 579  | 603  |

| 1861 | 1866 | 1872 | 1876 | 1881 | 1886 | 1891 | 1896 | 1901 |
| ---- | ---- | ---- | ---- | ---- | ---- | ---- | ---- | ---- |
| 578  | 534  | 515  | 497  | 479  | 467  | 475  | 465  | 474  |

| 1906 | 1911 | 1921 | 1926 | 1931 | 1936 | 1946 | 1954 | 1962 |
| ---- | ---- | ---- | ---- | ---- | ---- | ---- | ---- | ---- |
| 460  | 485  | 427  | 436  | 463  | 437  | 452  | 452  | 412  |

| 1968 | 1975 | 1982 | 1990 | 1999 | 2006 | 2007  | 2012  | 2017  |
| ---- | ---- | ---- | ---- | ---- | ---- | ----- | ----- | ----- |
| 413  | 580  | 704  | 797  | 866  | 989  | 1 006 | 1 029 | 1 128 |

| 2022  | - | - | - | - | - | - | - | - |
| ----- | - | - | - | - | - | - | - | - |
| 1 254 | - | - | - | - | - | - | - | - |

### Èconomie

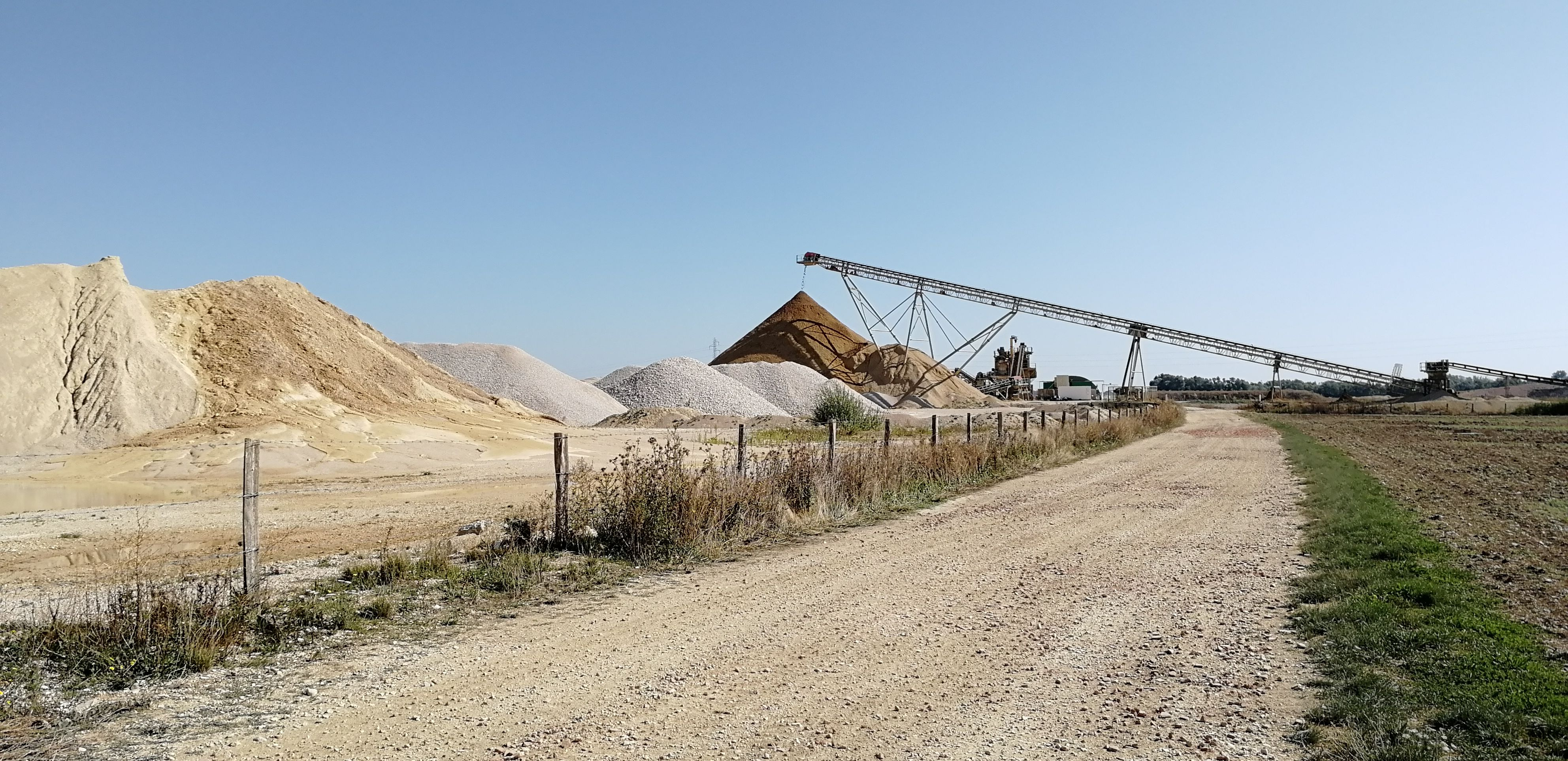
Sablière de Rouvres-en-Plaine

L’élevage ovin traditionnel remontant au Moyen Âge a aujourd’hui disparu ; il était encore présent jusqu’à la fin du XXe siècle, notamment au Clos Robin[précision nécessaire]. Il reste un petit élevage bovin très réduit. Les terres agricoles sont aujourd’hui essentiellement consacrées aux céréales. Jusqu’en 2007, une partie de ces terres était aussi consacrée à la culture des betteraves sucrières destinées à la sucrerie voisine d’Aiserey. Actuellement[Quand ?], il ne subsiste plus que 12 exploitations agricoles à Rouvres.
Des gravières sont exploitées sur le territoire de la commune. Il s’agit de transformer des granulats d’origine alluvionnaire en sables et graviers destinés aux bétons.

## Culture locale et patrimoine

### Lieux et monuments

#### Collégiale Saint Jean-Baptiste

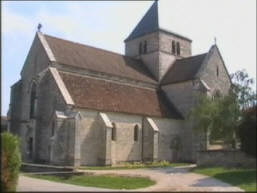
L’église Saint-Jean-Baptiste.

Ancienne collégiale, l’église Saint-Jean-Baptiste, est classé Monument historique. De type cistercien, construite au XIIIe siècle, elle présente, sur un plan cruciforme, une nef de cinq travées à collatéraux, un transept fortement saillant, une corniche bourguignonne, des encorbellements à têtes sculptées, un chœur à chevet plat et des chapelles latérales carrées. Son clocher trapu est du XVe siècle, comme son cimetière (croix et Dieu de Pitié du même siècle).
C’est la duchesse Alix de Vergy (1182-1252), épouse d’Eudes III, qui ordonna en janvier 1232, durant sa régence, la construction d’une église paroissiale à l’extérieur du château. Rouvres ne disposait alors dans l’enceinte du château ducal que d’une chapelle qui assurait la double fonction de chapelle castrale et d’église paroissiale. De cette époque, il ne reste que le magnifique chœur de type cistercien, la nef et le transept ayant été reconstruits plusieurs fois après des destructions (1485, 1636…). Quant au vocable de saint Jean-Baptiste, il semble que l’édifice ait abrité les restes du saint entreposés ici par les ducs. En effet, dans la première moitié du Xe siècle, le comte-duc Gilbert reçut la visite en Bourgogne d’Heulard, évêque de Maurienne[Qui ?], venu avec sa suite offrir ces saintes reliques.
La chapelle Machefoing
La chapelle funéraire de Monnot Machefoing, châtelain de Rouvres, contient un célèbre ensemble de trois statues en ronde bosse en dessus d’autel attribuées à Jean de la Huerta : saint Jean l’Évangéliste, la Vierge à l’Enfant, saint Jean-Baptiste. Commandée en 1448 par Philippe (de) Machefoing, maire de Dijon, cette chapelle nord présente en effet une dalle funéraire en calcaire incrusté de marbre blanc avec double effigie et inscription consacrée à Monnot Machefoing, mort en 1445, « premier valet de chambre et garde des joyaux du duc de Bourgogne » et à sa femme, Jeanne de Courcelles, morte en 1428, « mère de lait de Philippe le Bon ».
Autres dalles funéraires
D’autres dalles funéraires remarquables sont visibles :
- Héliot Thomas, prêtre mort en 1559[71]
- Jean Thomas, dit Montaigne, mort en 1586 et Marguerite Salignon, sa femme[72]
- Barbe Roignet, veuve d'Antoine Durant, maire de Rouvres, morte en 1597[73]
- Jean Terrion, receveur du roi en sa châtellenie de Rouvres, mort en 1564 et de Catherine Morlot, sa femme, morte en 1576[74]
- Antoine Terrion, capitaine et châtelain du roi à Rouvres, mort en 1610, et de Reine Jantot, sa femme[75]
- Pierre Terrion, procureur du roi aux eaux et forêts de Bourgogne, antique mayeur de Dijon, mort en 1648, et de Jeanne Brechillet, sa femme[76]
- Hilaire Fouquet, sieur de Boisluisant, bourgeois de Dijon, mort en 1674, et de Louise Hervieu, sa femme[77].

Autres éléments (architecture, mobilier, objets)
Dans le transept sud, s’élance la statue monumentale de saint Jean-Baptiste, du début du XIVe siècle, exécutée sans doute dans les ateliers de Mussy-sur-Seine.
La collégiale possède aussi un orgue récent placé au-dessus de la porte principale. La console est déplaçable grâce à une transmission électrique.
Le cimetière abritait autrefois une croix gothique qui a été détruite lors de la Révolution, il n’en reste aujourd’hui que le socle. Une célèbre sculpture du XVe siècle y est également abritée : le Christ aux liens.

#### La croix de Rouvres

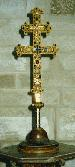
La croix de Rouvres.

La croix staurothèque, ou croix-reliquaire, dite « croix de Rouvres », date du début du XIIIe siècle. Cette croix est rehaussée de vermeil et de pierres précieuses. Il s’agit d’une des plus belles pièces d’orfèvrerie du Moyen Âge.[réf. nécessaire]
Elle provient du prieuré d’Époisses, de l’ordre de Grandmont, qui fut supprimé le 3 mars 1770 et est aujourd’hui situé sur la commune de Bretenière. La translation solennelle de la croix reliquaire d’Époisses à Rouvres eut lieu le 9 janvier 1771. Ce jour-là, dans la salle capitulaire, dom Gilbert-Mathieu Tournaire, dernier prieur d’Époisses, remit la croix staurothèque à Claude-Barthélémy Lobot, alors curé de Rouvres. Elle est depuis conservée dans l’église Saint-Jean-Baptiste. Réputée pour ses vertus miraculeuses, elle est présentée aux fidèles lors de la fête des Semailles en septembre.

#### La mairie
Il s’agit de l’ancienne maison de Monsieur de la Tournelle, bâtie au XVe siècle et épargnée par Gallas en 1636. Elle a été remaniée depuis. Un colombier, avec une singulière lucarne à plage d’envol, prolonge le jardin de la mairie.

#### Château moderne duXVIIIesiècle

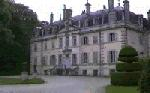
Château de Rouvres.

Construit au début du XVIIIe siècle par le conseiller Guenichot de Nogent sur des terres achetées en 1704, ce nouveau château est situé au nord du village. Il est donc à l’opposé de l’ancien édifice ducal aujourd’hui disparu. Bien plus modeste que ce dernier, il repose sur un vaste parc, traversé par l’Oucherotte (bief) et orné de statues. Il possède des boiseries originelles du XVIIIe siècle. Sa chapelle est ornée de marbre de Louksor. Des bâtiments et un pigeonnier complètent l’ensemble. (Coordonnées : 47° 14′ 41″ N, 5° 08′ 19″ E)

### Personnalités liées à la commune

#### Philippe de Rouvres
Philippe Ier de Bourgogne, dit « Philippe de Rouvres » (on trouve aussi : « Philippe de Rouvre ») (1346–1361) : né au château de Rouvres en 1346, duc de Bourgogne en 1349, mort de la peste en 1361, il est le dernier duc de la première maison capétienne de Bourgogne.

#### Monnot (de) Machefoing
Monnot (de) Machefoing († 1445) : châtelain de la seigneurie de Rouvres de 1404 à 1411, de 1412 à 1416 puis de 1420 à sa mort en 1445, ce membre de l'aristocratie bourgeoise locale est un proche du duc Jean Sans Peur qui le fait « premier valet de chambre, garde des joyaux » et l'envoie en Flandre (1416-1420) pour veiller sur le comte de Charolais, unique prince héritier. Sa femme, Jeanne de Courcelles, avait d'ailleurs été la nourrice du futur duc Philippe le Bon, né à Dijon en 1396, mais élevé au château de Rouvres. Monnot (de) Machefoing et Jeanne de Courcelles (morte en 1428) sont inhumés dans une chapelle funéraire de la collégiale Saint-Jean-Baptiste.

#### Oudot de Menant
Oudot de Menant, ou de Menans (parfois aussi prénommé Odot) : capitaine de la châtellenie de Rouvres en 1360, puis de 1364 à 1368. Lors de l'arrestation puis de l'exécution capitale pour trahison de sa sœur Marguerite, à Dijon (1368), il est suspendu de ses fonctions.
Le fief de Menant était situé sur le territoire actuelle de Rouvres, au lieu-dit « La Motte-Menant ».

#### Famille Terrion
Ancienne famille roburienne ayant donné plusieurs dignitaires régionaux (cf. dalles funéraires de l'église Saint-Jean-Baptiste).
- Jean Terrion : châtelain de Rouvres de 1547 à sa mort en 1564.
- Antoine Terrion : capitaine et châtelain de Rouvres (mort en 1610).
- Pierre Terrion : procureur du roi aux eaux et forêts de Bourgogne (gruyer) puis maire (mayeur) de Dijon de 1630 à 1631 puis de 1641 à 1643. Pierre Terrion décède en 1648.
- Hector Terrion : né à Rouvres en 1580, il est nommé officier royal dans le Brionnais.

#### Titulaires de la Légion d'honneur
Rouvres-en-Plaine compte quelques natifs titulaires de la Légion d'honneur : 
- Jean-Baptiste Barbier, né le 21 février 1772[83] ;
- Jean Tarnier, né le 3 avril 1827[84] ;
- Pierre (Denis, Achille) Lefranc, né le 30 octobre 1835[85].

##### Ferdinand Cabanne
Ferdinand Cabanne : né le 11 janvier 1920 à Rouvres-en-Plaine et mort le 21 septembre 2003 à Saint-Gilles-Croix-de-Vie, fils d'un médecin de campagne roburien (il exercera également lui-même quelque temps cette profession), ce médecin et professeur spécialiste de la cancérologie est à l'origine de la création, en 1967, de la faculté de Médecine de Dijon ainsi que de celle du centre Georges-François-Leclerc (« Centre régional de lutte contre le cancer de Bourgogne »(Archive.org • Wikiwix • Archive.is • Google • Que faire ?)). Il s'impliqua beaucoup dans la vie locale : président de la Ligue Bourguignonne contre le Cancer pendant plusieurs années mais aussi animateur de la chorale de la Collégiale de Rouvres-en-Plaine.

### Héraldique
| Blason | Blasonnement : D'azur à la tour d'argent, au chef bandé d'or et d'azur de six pièces borduré de gueules. Commentaires : Le blason de Rouvres-en-Plaine représente la tour Marguerite, construite au début du XVe siècle sous la duchesse de Bourgogne Marguerite de Bavière, épouse de Jean sans Peur, associée au chêne rouvre, à l’origine du nom du village. Il symbolise la force et la robustesse. En effet, le nom « rouvre » vient du latin robur qui signifie force. Quant aux fondations de la tour Marguerite, elles sont restées longtemps apparentes, même après la destruction du château. |

## Pour approfondir